# マドレーヌ

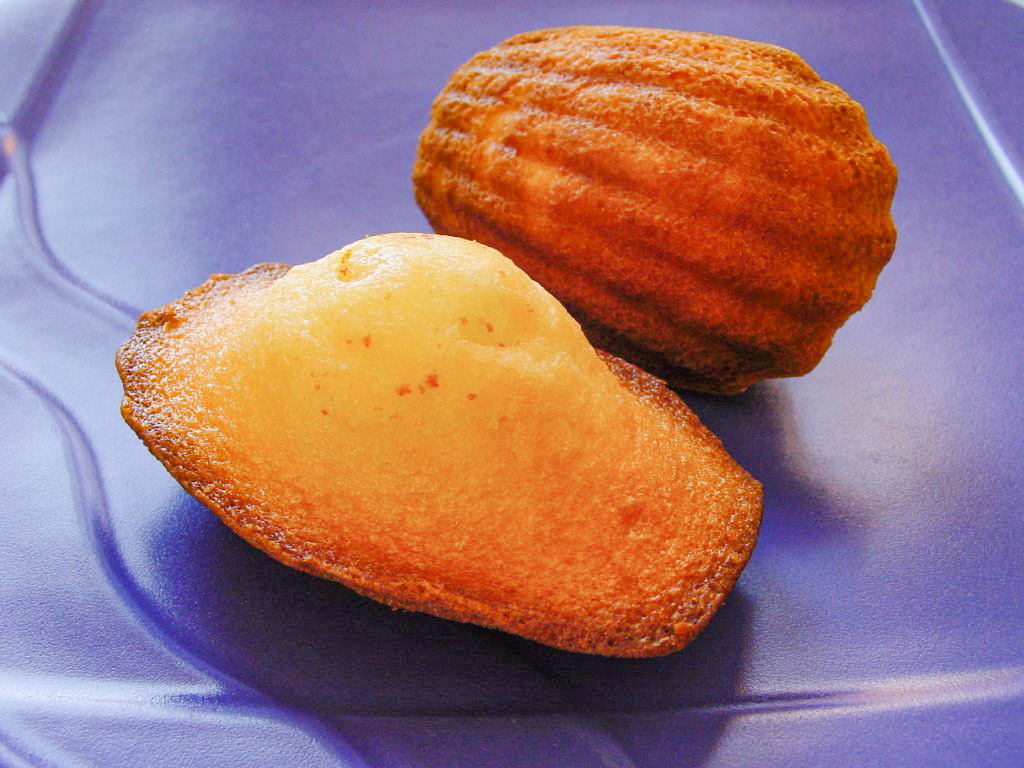
マドレーヌ（貝殻型）

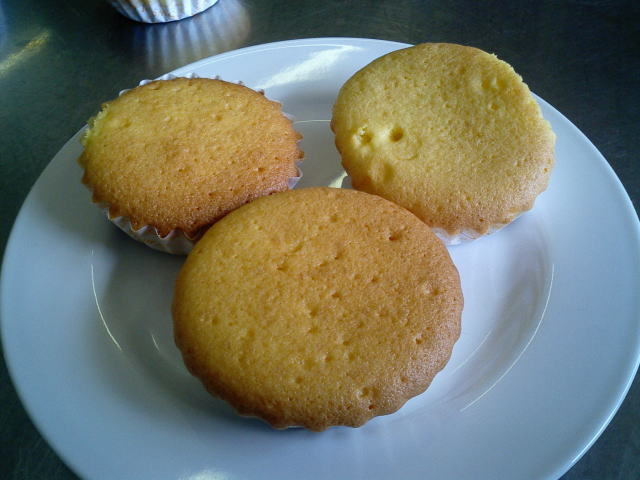
マドレーヌ（円形型）

マドレーヌ（仏: madeleine）とは、フランス発祥の焼き菓子のひとつである。
無塩バター、バターと同量の小麦粉、卵、砂糖、ベーキングパウダー、好みによりアーモンドパウダー、香料（バニラエッセンスなど）やブランデーを入れて良く混ぜ合わせオーブンで焼き上げる。あらかじめバターを塗って粉を振った貝殻型の焼き型の上に生地を載せて焼くことが多い。まれに円形のものもある。

## 発祥
1755年、ロレーヌ公スタニスラスに仕えていた召使マドレーヌ・ポルミエが、ありあわせの材料と厨房にあったホタテの貝殻を使って祖母から教わったビスキュイのような菓子を作ったことが由来とされている。マドレーヌの最初の文献記録は、1755年に出版された『Les soupers de la Cour：宮廷のスぺ』であり、これを著したムノンはロレーヌ公スタニスラスの娘で、ルイ15世の正妃だったマリー・レクザンスカの料理人として仕えていた人物である。その後、マドレーヌはコメルシーの名産品となり、鉄道の開通と共にコメルシー駅のプラットフォームで販売され、鉄道によってパリに持ち込まれて有名な菓子となった。
日本の平たい菊型のマドレーヌの由来は、パン・ド・ジェーヌ(en)というお菓子が日本に伝わった際、マドレーヌと混同され、その型がマドレーヌの型として使われたことによるとされている。フランス本来の平たい貝殻型のマドレーヌは、コメルシーで作られていたマドレーヌが一般的になり広まったからであり、それ以前のマドレーヌはぼってりとした丸みを帯びた貝型だった。プルーストが『失われた時を求めて』で言及したマドレーヌは、そうしたかたちのものであり、プルーストはコメルシー由来のマドレーヌではないことをここで暗に示唆している。
貝殻型のマドレーヌは日本では1960年（昭和35年）に東京都の洋菓子店のCADOT（カド）が販売したことで、日本にも浸透した。

## 作り方

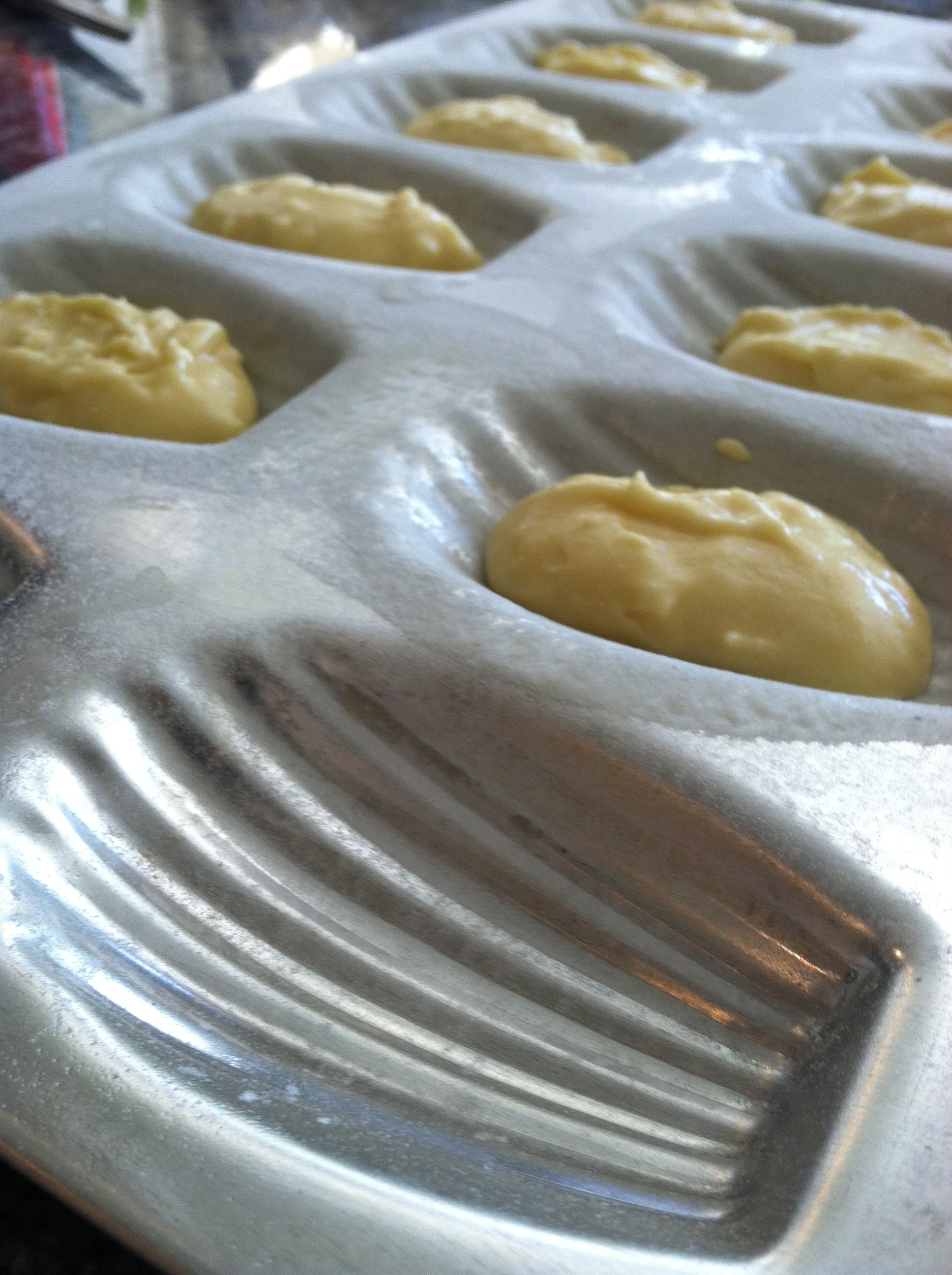
マドレーヌの焼き型

材料はパウンドケーキとほぼ同じで、主となる材料は薄力粉、卵、砂糖、バターがそれぞれほぼ等量で、それにベーキングパウダーを加える。レモンの皮としぼり汁を加えることもある。バターを除く材料を混ぜ、最後に溶かしたバターを混ぜいれ、生地を焼き型に入れてオーブンで焼く。フィナンシェとの違いは、マドレーヌは全卵を使うのに対して、フィナンシェは卵白のみを使うところである。